# Freiimfelde (Luckau)
Freiimfelde ist ein Gemeindeteil von Duben, einem Ortsteil der Stadt Luckau im Landkreis Dahme-Spreewald in Brandenburg. Bis 1928 war Freiimfelde ein eigenständiger Gutsbezirk, danach gehörte der Ort bis 1973 zur Gemeinde Alteno und danach zur Gemeinde Duben, die am 26. Oktober 2003 nach Luckau eingemeindet wurde.

## Lage
Freiimfelde liegt in der Niederlausitz, etwa sechs Kilometer nordöstlich von Luckau und zehn Kilometer südwestlich der Kreisstadt Lübben. Nördlich liegt der Spreewald und südlich der Naturpark Niederlausitzer Landrücken. Umliegende Ortschaften sind Duben im Nordosten, Terpt im Osten, der zur Stadt Lübbenau gehörende Gemeindeteil Groß Radden im Südosten, Alteno im Süden, Cahnsdorf und Luckau im Südwesten, Karche-Zaacko und der Gemeindeteil Schollen im Westen sowie Kreblitz im Nordwesten.
Freiimfelde liegt unmittelbar südlich der Bundesstraße 87. Die Bundesautobahn 13 mit der Anschlussstelle Duben ist etwa zwei Kilometer entfernt. Südlich des Dorfes liegt der ehemalige Fliegerhorst Alteno, der heute als Photovoltaik-Freiflächenanlage genutzt wird.

## Geschichte
Freiimfelde wurde erstmals am 26. Mai 1613 urkundlich erwähnt, als Bauern aus Alteno Frei im Felde nördlich von Alteno eine Schäferei errichteten. Dabei entstand ein Wohngebäude mit Stall, Scheune und einem Brunnen. Auf dem Gebiet von Freiimfelde wurden damals 200 Schafe gehalten. Der Ort gehörte erst zum Markgraftum Niederlausitz und kam 1635 durch den Prager Frieden an das Kurfürstentum Sachsen. Dieses wurde 1806 zum Königreich erhoben. Nach der auf dem Wiener Kongress beschlossenen Teilung des Königreiches Sachsen kam Freiimfelde zum Königreich Preußen, wo das Dorf als Teil der Niederlausitz der Provinz Brandenburg angeschlossen wurde.
Bei der Kreisreform von 1816 wurde der Gutsbezirk, damals noch mit dem Namen Luckauer Ratsschäferei, dem Landkreis Luckau im Regierungsbezirk Frankfurt zugeordnet. 1857 wurde das Vorwerk Freiimfelde unter diesem Namen erstmals erwähnt. Bei der Volkszählung vom 1. Dezember 1871 hatte der Gutsbezirk Freiimfelde 63 Einwohner in zwölf Familien. Von den Einwohnern waren 36 männlich und 27 weiblich; 14 Einwohner waren Kinder im Alter von unter zehn Jahren. 1910 hatte das Dorf nur noch 31 Einwohner. Im Jahr 1928 wurde der Freiimfelde im Zuge der Auflösung der preußischen Gutsbezirke in die Landgemeinde Alteno eingegliedert. Nach dem Ende des Zweiten Weltkrieges wurde Freiimfelde Teil der Sowjetischen Besatzungszone, wo der Ort zum Land Brandenburg gehörte.
Ab 1949 gehörte Freiimfelde zur DDR. Bei der Kreisreform am 25. Juli 1952 wurde die Gemeinde Alteno mit dem Ortsteil Freiimfelde dem neu gebildeten Kreis Luckau im Bezirk Cottbus zugeordnet. Die Gemeinde Alteno wurde am 15. März 1973 nach Duben eingemeindet. Nach der Wiedervereinigung lag Freiimfelde als Teil der Gemeinde Duben zunächst im Landkreis Luckau und schloss sich am 25. Mai 1992 dem Amt Luckau an. Im Zuge der brandenburgischen Kreisreform vom 6. Dezember 1993 wurde die Gemeinde Duben mit ihren Ortsteilen dem Landkreis Dahme-Spreewald zugeordnet. Am 26. Oktober 2003 wurde Duben nach Luckau eingemeindet.